# ニコラス・ハイトナー
ニコラス・ハイトナー（Nicholas Robert Hytner、1956年5月7日- ） はイギリスの映画監督・演出家、プロデューサー。

## 略歴
マンチェスターにてユダヤ系の家庭に生まれる。ケンブリッジ大学のトリニティー・ホールで勉強した。
1980年代から演出家として活躍、1985年から89年までマンチェスターのRoyal Exchangeのアソシエイト・ディレクターとなる。1989年から1997年まではロンドンのロイヤル・ナショナル・シアターで舞台演出を手がけた。

## 主な監督作品

### 映画
- 英国万歳! The Madness of King George (1994)
- クルーシブル The Crucible (1996)
- 私の愛情の対象 The Object of My Affection (1998)
- Twelfth Night, or What You Will (1998)
- センターステージ Center Stage (2000)
- ヒストリーボーイズ The History (2006)
- ミス・シェパードをお手本に The Lady in the Van (2015)

### 舞台
- ミス・サイゴン Miss Saigon (11 April 1991 – 28 January 2001)
- 回転木馬 (24 March 1994 – 15 January 1995)
- 十二夜 Twelfth Night (16 July 1998 – 30 August 1998)
- 成功の甘き香り Sweet Smell of Success (14 March 2002 – 15 June 2002)
- Jumpers (25 April 2004 – 11 July 2004)
- ヒストリーボーイズ The History Boys (23 April 2006 – 1 October 2006)